# Wuisse
Wuisse är en kommun i departementet Moselle i regionen Grand Est (tidigare regionen Lorraine) i nordöstra Frankrike. Kommunen ligger i kantonen Château-Salins som tillhör arrondissementet Château-Salins. År 2022 hade Wuisse 62 invånare.

## Befolkningsutveckling
Antalet invånare i kommunen Wuisse
| Referens: INSEE |